# 이건개
이건개(李健介, 1941년 10월 17일~)는 대한민국의 법조인, 정치인이다. 제15대 국회의원을 지냈다.

## 생애
본관은 안악(安岳)이고 평안남도 평양 출생이다. 1963년 제1회 사법시험에서 합격하여 1966년 서울지방검찰청 검사에 임용되었다. 이건개는 송상현(법학과 교수)과 절친한 사이인데 대한민국에 토플 시험이 처음 들어왔을 때 송상현과 이건개는 똑같이 최고 득점인 600점을 기록하였다.
대한민국 15대 초선 국회의원, 국민실향안보당 대표 등을 역임했고 1995년 설립된 나라미래준비모임의 대표로 국가뿌리개혁운동을 전국적으로 전개하고 있으며 현재 법무법인(유한) 주원의 대표 변호사로 2012년 실시된 제18대 대통령선거에 예비후보자로 등록한 바 있다.
부친인 이용문과 박정희 대통령이 친분이 있는 이건개는 서른 살의 나이에 박정희에 의해 일찌감치 서울시경국장으로 발탁되었다. 5공화국 때 서울지방검찰청 공안부장, 6공화국때 대검찰청 공안부장에 임명되어 1989년 서경원 의원 방북사건으로 몰아친 공안정국에서 공안합동수사본부 본부장을 맡아 77일동안 국가보안법으로 85명을 구속하고 검사장으로 승진하여 서울지방검찰청 검사장에 임명되었다.
김종필이 김영삼 정부에 대항하여 '충청도 핫바지론'을 주장하며 창당한 자민련 전국구 후보로 대한민국 제15대 국회의원에 출마하여 당선되었으며 김대중과 김종필의 야권 연합인 DJP연합에 의한 선거 연대를 통해 정권교체에 성공하면서 대통령직 인수위원회 인수위원을 시작으로 공동 정부를 구성하는 여권의 한 축의 주요 정치인으로 활동하였으나 2000년 재선에는 실패하였다.
1999년 1월 27일 국회 IMF환란국정조사특위 경제청문회에서 "금융실명제가 IMF경제원인"이라고 주장, 논란이 있은 가운데 경제정의실천시민연합이 "IMF 경제위기는 금융실명제가 원인이 아니라 금융실명제와 그 정신 즉 자기책임의 원칙이 지켜지지 않았기 때문"이라며 "상식적으로 납득할 수 없는 주장"이라고 반박했다.
2001년 10월 10일에 법률자문 회계 세무 특허 경영컨설팅 부동산 인수ㆍ합병(M&A) 등 기업관련 서비스 분야별로 △유진합동법률사무소 △법무법인 태일 △IBC법률사무소 △박광빈 변호사사무소 △유리안 국제특허법률사무소 등 법조계와 △삼일회계법인 △대일기업평가원 △라호야인베스트먼트 △글로벌비즈니스에지 △태일에셋 △IPS그룹 등 10여 개 회사를 모은 지식서비스그룹을 결성했다.
대한민국 제17대 대통령 선거에서 "이북 실향민의 개척정신으로 위대한 대한민국을 건설해 올바른 나라의 틀을 후손에게 물려주고 대한민국의 정통성을 굳건히 수호하기 위해 안보를 걱정하는 군 출신과 이북실향민, 신앙인들이 중심이 된 정당을 창당한다"고 하면서 강영훈 전 국무총리와 정호용 전 의원, 김재순 전 국회의장, 김동길 연세대 명예교수, 박희도 전 참모총장, 박준병 전 국회의원 등이 참여한 국민실향안보당을 창당하여 "군 출신으로 구성된 '100인 안보최고회의’를 상설기구로 결성하고 18대 총선에서 20석 이상의 의석을 목표로 한다"고 했다.
대한민국 제18대 대통령 선거를 앞둔 2012년 9월 25일에  "언론에 노출된 박근혜, 문재인, 안철수 후보로는 대한민국을 구원할 수 없다 잃어버린 국가 정신을 바로 잡기 위해 출마를 결심했다"며 정통보수를 표방하면서 후보로 출마하여  10월 4일 박근혜, 문재인, 안철수 등 유력 대선주자 3명에게 "역대 대통령들이 살생부를 만들어 검찰·국세청을 이용해 표적 조치한 병폐를 개혁하고, 군사대국 중국 등 격변하는 국제정세 속에서 대한민국의 생존·안보에 대한 확실한 정책을 강구하기 위해 해당 분야 경험자로서 경험과 경륜에 문제가 있고 안보관이 불투명한 후보 3인에게 4자 회담을 제의한다"고 하면서 기세 등등하게 선거운동을 하였다. 검찰ㆍ경찰 등 수사기구를 호민부로 개편하는 것을 주요 내용으로 하는 국가수사제도 개혁안 등의 공약을 발표하면서 군소 후보 중에서 제일 높은 지지율을 기록하였던 이건개는 11월 22일에 "대한민국 미래세력이 통합할 때가 됐다 과거에 집착해서 과거로 흠집 내고 과거를 탓하는 사람은 과거 세력"이라며 "특히 안보를 무시하는 세력이 어떻게 미래의 대한민국을 찾을 수 있느냐 그나마 박근혜 후보가 정치인 중 안보를 강조하고 지킬 의지가 있다고 생각한다"면서 새누리당 박근혜 후보 지지를 선언하면서 후보직을 사퇴하였다.
선거에 출마하여 2012년 9월 28일 평화방송 라디오와의 인터뷰에서 "쿠데타냐 구국의 혁명이냐"는 질문에 "바로 얘기하기는 어렵다"면서도 "5천년 역사를 창조하고 국가도약에 80% 기여한 조치라고 생각한다"며 "실정법을 위반했기 때문에 당시 시점에서는 쿠데타이지만 지금 시점에서는 역사가 판단할 문제라고 본다"고 말하면서  "법이라는 것은 실정법과 자연법이 있다"며 "5.16이 당시 실정법에는 위반됐지만 당시 역사가 요구하는 자연법에는 합당한 것이 아니었느냐 하는 의견을 김종필이 갖고 있다 불법적인 5.16 후 몇 차례에 걸쳐 국민투표가 여러 번 있었다. 당시 민심을 봐서 2년에 한 번씩 국민투표 등 선거가 있었다"면서 "이와 같은 조치를 통해 치유된 것 아니냐 하는 것도 있는 것 같다"고 했다.
2013년 2월 19일  MBN '정운갑의 집중분석'에 출연해 박근혜 대통령 당선자의 내각 인선에 대해 "이번 인선만 갖고 평가하기에는 이르지만 당선자 주변에 쓸 만한 인재가 많은 것으로 보인다"며 "박 당선자의 장점을 많이 부각시키는 방향이었다"고 평가하면서 새 내각에 법조인 출신이 많이 포함된 데 대해 "법조인은 일하는 게 정확하고 차분하고 포퓰리즘에 끌리지 않기 때문에 박 당선자가 법조인을 중요시 여기는 것은 잘 된 일"이라고 했다. 국회 인사청문회와 관련하여  "도덕적 기준에 따라서 사람을 평가하려면 인민재판식 평가가 된다"며 "그런 평가를 벗어나서 능력 위주로 하고 그 다음에 도덕성을 검증해야 한다"고 하면서 "청문회 스타일이 바뀌어야 한다"며 "중요한 건 흠이 아니고 과연 그 사람이 지도자로서 장관으로서 능력이 있느냐는 점"이라고 밝혔다. 북핵 문제에 대해서 "지난 20년 동안 북한에 대한 압력과 봉쇄가 실패한 것"이라며 "너무 표피적이고 피상적인 정책뿐이었다. 북한을 잘 알아야 한다"고 했다. 또, "제도권 정치는 아직 생각이 없다"고 하면서  "국가 개혁 방안에 대해서는 시민의 한 사람으로서 계속 주장할 계획"이라고 말했다.
2013년 9월 3일에 TV조선 <박찬희 정혜전의 황금펀치>에 출연해 "우리 사회에 심어져 있는 간첩 세력의 규모는 과거 황장엽씨가 5만명으로 추산했지만, 지금 상황으로 봤을땐 12만명 정도 될 것으로 보고 있다"고 말하면서 "왕재산 사건 당시 판결을 담당했던 판검사들에게 9000건 이상의 항의가 들어왔었다"며 "정치권 뿐 아니라 사법부에까지 종북세력이 광범위하게 뻗어있다 김대중 노무현 정부 때, 유능한 요원들을 자꾸 잘라내고 탄압해, 노련한 간첩수사 요원들이 발을 디딜 수가 없었다"며 "당시 대한민국의 수 많은 간첩들이 용기백배 해 활개 칠 수 있었다"고 했다. 종북세력의 심각성에 대해 "대학가에 김일성 생일이 되면 김일성의 생일을 축하하는 대자보가 항상 붙는다"며 "이는 심어져있는 종북세력들이 대남공작에 성공했음을 알리고, 사진을 찍어 북한에 알리기 위한 것이다"고 말했다.
2014년 4월 1일 대한민국 재향군인회(회장 박세환) 임직원을 대상으로 한 안보 강연에서 "전 세계적으로 이념의 대립에서 멸망한 국가, 그리고 과거 우리 민족이 수많은 외침을 받아왔던 것은 안보가 취약해서 발생했다. 안보를 지키는 가장 중요한 수단은 ‘정신력’이며 이것이 없으면 국가안보는 사상누각에 불과하다. 특히 우리나라는 6·25전쟁 이후 지난 60여 년간 안보가 흔들릴 때 재향군인회가 안보를 바로세우는 주역이 되었다."고 말했다.
충청미래정책포럼이 2016년 12월 2일 오후 천안시 동남구 천안웨딩베리컨벤션 특설 강연장에서 회원 200여명이 참석한 가운데 마련한 행사에서 이건개가 '사명의 횃불을 높이들자'는 주제의 강연에서 "목적이 있는 삶을 위해서는 사명이 있어야 한다"며 "우리의 시대정신은 전진과 영원함이라는 우주 원리를 가진 균형과 조화속에서 민족적 직분사명주의가 불처럼 타올라야 한다"고 하면서 "오늘의 국난의 시기에 국민이 의병처럼 일어나, 새로운 성장을 위해 필요한 대각성에 이르는 시대정신과 사명의 중요성"을 강조했다.
나라사랑국민운동본부(대표회장 박종철 목사)는 2017년 3월 16일 한국교회100주년기념관에서 개최했던 '제1188회 국가조찬기도회'에서 이건개는 '대한민국의 미래'를 주제로 강의를 하였다.
이건개가 대표 변호사로 있는 법무법인 주원은 2018년 10월 세금 소송금액이 가장 많은 법무법인으로 기록되었다. 15억5811만원으로 점유율 40%를 기록하였다
대한애국당 조원진 의원(대구 달서구병)이 2018년 11월 21일 국회의원회관 2층 대회의실에서 보수의 위기이자, 대한민국의 위기를 극복하고 대한민국의 정체성인 ‘자유민주주의와 시장경제’를 어떻게 살리고, 진정한 보수란 무엇인지를 고민하는 '대한민국 보수의 적자는 누구인가’를 주제로 한 국민대토론회에서 이건개는 유진 유 전 미한인회장과 함께 축사를 하였다.

## 가족 관계
- 아버지 이용문(李龍文, 1916년 1월 22일 ~ 1953년 6월 24일) 대한민국 육군 소장

## 학력
- 서울 경기고등학교 졸업
- 서울대학교 법과대학 학사
- 서울대학교 법과대학원 법학 석사
- 미국 하버드 대학교 대학원 국제정치학과 정치학 수료
- 미국 하버드 대학교 법과대학원 LL.M. 수료

### 명예 박사 학위
- 타이완 중화학술원 명예 법학박사

## 경력
- 1963년 제1회 사법시험
- 1966년 서울지방검찰청 검사
- 1970년 대통령비서실 사정담당 비서관
- 법무부 인권과장
- 1971년 서울시경국장
- 1981년 대검찰청 중앙수사부 중앙수사1부장
- 1982년 서울지방검찰청 공안부장
- 1986년 서울지방검찰청 3차장검사
- 1987년 법무연수원 기획부장
- 1988년 대검찰청 형사2부장
- 1989년 3월 ~ 1992년 7월 대검찰청 공안부장
- 1992년 7월 29일 ~ 1993년 3월 16일 제32대 서울지방검찰청 검사장
- 1993년 3월 17일 ~ 1993년 5월 26일 제2대 대전고등검찰청 검사장
- 1993년 5월 27일 변호사 개업
- 1996년 4월 ~ 2000년 5월 대한민국 제15대 국회의원(자유민주연합, 통일외교통상위원회)
- 조폐공사파업유도진상규명 특별위원회 위원
- IMF환란원인규명과 경제위기 진상조사 특별위원회 위원
- 언론문건 진상조사 특별위원회 위원
- 나라미래준비모임 대표
- 1996년 7월 국회 통일외무위원회 간사위원
- 1996년 7월 국회 제도개선특별위원회 간사위원
- 고통받는 사람들을 위한 협력제도 연구모임회 회장
- 1997년 12월 ~ 1998년 2월 대통령직인수위원회 위원
- 1999년 1월 국회 국정조사특별위원회 위원
- 자민련 정세분석위원장
- 2001년 8월 주원지식서비스그룹 회장
- 2001년 8월 신국가경영전략연구소 이사장
- 2002년 전국소년소녀가장돕기 시민연합중앙회 총재
- 2008년 국민실향안보당 대표
- 2012년 제18대 대통령선거 예비후보자
- 2013년 1월 24일 동아시아센터 공동 이사장[21]
- 경찰청 고문
- 서울특별시 고문
- 애경유화 고문
- 대한전선 고문
- 종로구청 고문
- 포천시청 고문
- 양천구청 고문
- 구로구청 고문
- 군인공제회 고문[22]
- 2014년 1월 14일 부여군 고문 변호사[23]
- 현재, 법무법인(유한) 주원 대표 변호사, 나라미래준비모임 대표

## 저서
- 《대통령이 구조조정되어야 나라가 산다》
- 《대통령 중심제》
- 1996년 9월 5일 《동굴의 대통령 열린 대통령》(학연사)
- 1998년 《미래를 향한 뿌리 운동》
- 2001년 4월 15일《일하는 대통령 말하는 대통령》(조선일보사)
- 2004년 1월 3일 《대통령제가 죽어야 나라가 산다》(월간조선사)
- 2007년 2월 27일《역대정권의 병폐와 새로운 한국의 길》(랜덤하우스코리아)
- 2012년 9월 14일《포퓰리즘은 죽어야 한다. - 긴급수배 잃어버린 국가》

## 역대 선거 결과
|  | 16.2% |

|  | 21.12% |